# John Pisani
John Pisani (Saint Louis, 24 dicembre 1947) è un ex calciatore statunitense, di ruolo attaccante e centrocampista.

## Biografia
Anche il fratello Paul fu calciatore professionista e giocarono insieme negli St. Louis Stars. Nel 1999 è stato inserito nel "St. Louis Soccer Hall of Fame".

## Caratteristiche tecniche
Pisani era un attaccante veloce, in grado di giocare su tutto il fronte offensivo.

## Carriera
Si forma nella rappresentativa calcistica della Saint Louis University.
Nel 1970 viene ingaggiato dai St. Louis Stars, franchigia della North American Soccer League, restandovi fino al 1975. Suo miglior piazzamento in forza agli Stars fu il raggiungimento della finale nel torneo del 1972, ove con i suoi soccombette contro i N.Y. Cosmos.
Fu attivo anche in numerosi sodalizi dell'area di Saint Louis, giocando nelle varie competizioni locali.